# Madonna von Veveří

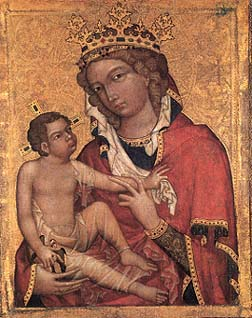
Die Madonna von Veveří

Die Madonna von Veveří (deutsch Madonna von Eichhorn) ist ein frühgotisches Tafelbild, das sich heute im Diözesanmuseum Brünn befindet. Der wohl in der Südböhmen und Südmähren tätige, namentlich nicht bekannte Künstler, der um 1350 das Bild der Madonna mit dem Jesuskind gemalt hat, erhielt seinen Notnamen Meister der Madonna von Eichhorn nach dem Bild, das sich ursprünglich in der Kapelle der südmährischen Burg Veveří befand. 

## Geschichte des Bildes
Erstmals erwähnt wird das Bild in der Pfarrchronik, die aus den Jahren nach dem Ende des Dreißigjährigen Krieges erhalten blieb. Vermutet wird, dass der mährische Markgraf Johann Heinrich von Luxemburg, ein Bruder von Kaiser Karl IV., das Kunstwerk nach Eichhorn brachte. Im Zuge der Josephinische Reformen sollte das Bild 1791 an die Pfarrkirche Eichhorn Bittischka (Veverská Bítýška) übergeben werden, jedoch wird es 1794 unverändert als Altarbild der Kapelle erwähnt. Nachdem es 1936 bei einer Ausstellung in Brünn gezeigt worden war, wurde es zur Restaurierung nach Prag gebracht und nach den Wirren des Krieges in der Nationalgalerie in Prag ausgestellt. In aufsehenerregenden, sich über mehrere Instanzen bis zum Obersten Gerichtshof erstreckenden Gerichtsverfahren wurde die Pfarre Eichhorn Bittischka als rechtmäßige Eigentümerin bestätigt, die es dem Bistum Brünn als Leihgabe überlässt. Seit März 2016 wird das Kunstwerk im Diözesanmuseum Brünn als Teil der Schau Vita Christi gezeigt. Der hohen künstlerischen Bedeutung wurde Rechnung getragen, seit 2016 ist das gotische Kunstwerk als Nationales Kulturdenkmal Tschechiens ausgewiesen.

## Beschreibung des Kunstwerks
Der Meister der Madonna von Eichhorn malte das großformatige Bild in dem aus Italien kommenden neuen Stil seiner Zeit, einem Stil, der noch stark von der byzantinischen Kunst beeinflusst war. Gemalt ist das Bild in Tempera auf Kreidegrund, der auf einer Tafel aus Kiefernholz aufgetragen ist. Es misst 79,5 mal 62,5 cm. Das Bild folgt z. B. einer strengen Formensprache der Ikonen und stellt das Idealbild der gekrönten Madonna mit Kind in an Email erinnernden Farben und reichlich Gold dar, nimmt jedoch auch in Ausführung der Krone und Bekleidung Anleihen bei der französischen Tafelmalerei.
Die Farbgebung ist stark von christlicher Symbolik geprägt, der in königlichem Rot gehaltene Mantel weist zusammen mit der Krone auf Maria als Königin hin, der blau, als Zeichen für Glaube und Himmel, unterfüttert ist (in strenger byzantinischer Ikonografie wäre ein blaues Kleid gemalt, hier nimmt sich der mittelalterliche Künstler seine Freiheit). Das weiße Tuch symbolisiert körperliche und geistige Reinheit. Vom Typus her als Maria Hodegetria ausgeführt, wird Christus aber nicht nur zur Anbetung präsentiert, sondern steht die zärtliche Beziehung der Mutter zu ihrem Sohn ebenso im Fokus des Malers. Der Distelfink in der Hand des Knaben weist auf das kommende Leiden Christi hin, der rote Kopf des Vogels ist einer Legende nach vom Blut Jesu getränkt, als er einen Dorn aus der Dornenkrone des Leidenden riss. Im Gold des Hintergrunds wird symbolisch das Neue Jerusalem vorweggenommen. Anders als in der strengen byzantinischen Ikonografie wurde bei der Ausführung auf eine Vorzeichnung der Konturen verzichtet, ebenso sind die Umrisse vergleichsweise wenig betont.
In der Herrschaftszeit des Königs von Böhmen und späteren römisch-deutschen Kaisers Karl IV. entstanden ist das Werk ein Beispiel der von Karl in seinem Königreich geförderten Madonnenverehrung. Andachtsbilder im Stil der Madonna von Eichhorn wurden zum Ausgangspunkt der böhmischen Marienbilder und deren Einfluss auf andere Maler auch außerhalb der Region. Der neue Stil dieser manchmal als Böhmische Malerschule bezeichneten Richtung kann als beeinflussender Faktor der Innovationen in der Malerei im gesamten römisch-deutschen Kaiserreich gesehen werden.
Der Stil des Meisters der Madonna von Eichhorn findet sich auch in den Bildern anderer Meister in Böhmen, wie denen des Meisters von Hohenfurth und denen des Meisters der Kaufmannschen Kreuzigung, die manchmal jeweils mit dem Meister durch Stilvergleich gleichgesetzt werden.
Ein gotisches Wandbild einer Madonna mit Kind in der Kapelle der Burg Eichhorn könnte ebenfalls vom Meister der Madonna von Eichhorn stammen.